# Kościół Wniebowzięcia Najświętszej Maryi Panny w Osieku
Kościół Wniebowzięcia Najświętszej Maryi Panny – rzymskokatolicki kościół parafialny należący do parafii pod tym samym wezwaniem (dekanat rypiński diecezji płockiej).
Jest to świątynia wzniesiona w stylu gotyckim na przełomie XIV i XV wieku. W 1618 roku w kościele został umieszczony obraz Świętej Rodziny, który później został uznany za cudowny. Potwierdzone to zostało dekretem z dnia 11 listopada 1691 roku biskupa płockiego Stanisława Kazimierza Dąmbskiego. W 1796 roku do świątyni zostało dostawione prezbiterium. Z kolei w pierwszej połowie XIX wieku, dzięki staraniom Kajetana Onufrego Sierakowskiego, senatora Królestwa Polskiego, kościół został gruntownie odnowiony i przebudowany. Zostały wtedy wzniesione zakrystia i chór muzyczny. Dalsze prace restauracyjne zostały wykonane w 1893 roku. Po zakończeniu drugiej wojny światowej, w latach 1951−1955 została położona polichromia, której autorem był B. Marschall. 
W ołtarzu głównym znajduje się obecnie obraz Świętej Rodziny z I połowy XVII wieku, czczony jako wizerunek Matki Bożej Osieckiej. W dniu 25 czerwca 1995 roku odbyła się uroczysta koronacja cudownego obrazu Matki Bożej Osieckiej koronami biskupimi, której przewodniczył Prymas Polski kard. Józef Glemp. 12 czerwca 1995 r biskup płocki Zygmunt Kamiński erygował w kościele Diecezjalne Sanktuarium Wniebowzięcia NMP.
Do zabytków sztuki sakralnej znajdujących się w świątyni należą także:  ołtarz w stylu barokowym, wykonany w 1693 roku, ambona w stylu barokowym, pochodząca z XVII wieku, monstrancja, wykonana w XVII wieku, pacyfikał, pochodzący z końca XVII wieku i kielich w stylu barokowym, wykonany w XVII wieku.